# Sandra Ng
Sandra Ng aka Kukujiao Eagle, de son vrai nom Ng Kwan-yue (吳君如, née le 2 août 1965) est une actrice, réalisatrice et productrice hongkongaise ayant remporté le Hong Kong Film Award de la meilleure actrice en 1999 pour Portland Street Blues. Ayant connue la célébrité au début de sa carrière après une apparition dans un film avec Stephen Chow, elle est considérée comme une « fille de Sing ».
En 2015 elle est membre du jury du 39e Festival international du film de Hong Kong. 

## Biographie
Fille de l'acteur Kenneth Ng Kam-tun, Ng est scolarisée au St. Stephen's Girls' College (en) de Hong Kong. Encouragée par ses parents, elle commence sa carrière dans l'industrie du divertissement à l'âge de 16 ans et est surtout connue pour ses rôles comiques où elle se moque souvent de son physique. Elle collabore beaucoup avec Stephen Chow, notamment sur All for the Winner (1990), The Magnificent Scoundrels (1991) et Royal Tramp (1992).
Au cours d'une carrière de plus de 20 ans, elle a tourné plus de 100 films et émissions de télévision. Elle co-présente le talk-show Club Sparkle (星星同學會) au cours du premier semestre 2009 et est également animatrice radio sur CRHK (en). Son émission radiophonique, He She Hit (她他她打到嚟！), est diffusé de 12h à 2h du lundi au vendredi.

## Vie privée
Elle est en couple avec le réalisateur Peter Chan depuis 1996. Fin 2006, ils ont une fille nommée Jilian.

## Filmographie
- 1984 : The Duke of Mount Deer
- 1985 : Le Flic de Hong Kong 2
- 1986 : Operation Pink Squad
- 1986 : Peking Opera Blues
- 1986 : The Return of Luk Siu Fung
- 1987 : The Happy Bigamist
- 1987 : Trouble Couples
- 1987 : Thunder Cops
- 1988 : The Inspector Wears Skirts
- 1988 : Soldier of Love
- 1988 : The Greatest Lover
- 1988 : Three Wishes
- 1988 : Le Sens du devoir 3
- 1988 : Love Hungry Suicide Squad
- 1988 : The Crazy Companies
- 1988 : The Crazy Companies 2
- 1988 : Two Most Honorable Knights
- 1989 : In Between Loves
- 1989 : Ghost Fever
- 1989 : They Came to Rob Hong Kong
- 1989 : It's a Mad, Mad, Mad World 3
- 1989 : Lucky Guys
- 1989 : Ghost Busting
- 1989 : The Romancing Star 3
- 1989 : Little Cop
- 1989 : Crocodile Hunter
- 1989 : Thunder Cops 2
- 1989 : Return of the Evil Fox
- 1989 : Funny Ghost
- 1989 : The Inspector Wears Skirts 2
- 1989 : Vampire vs Vampire
- 1990 : All for the Winner
- 1990 : The Spooky Family
- 1990 : The Inspector Wears Skirts 3
- 1990 : Justice sans sommation
- 1990 : Here Comes a Vampire
- 1990 : Ghostly Vixen
- 1990 : Love Is Love
- 1990 : When Fortune Smiles
- 1990 : Vampires Settle on the Police Camp
- 1991 : The Family Squad
- 1991 : Money Maker
- 1991 : Top Bet
- 1991 : Les Dieux du jeu 3 : Retour à Shanghai
- 1991 : Party of a Wealthy Family
- 1991 : Vampire Kids
- 1991 : Magnificent Scoundrels
- 1992 : True Love
- 1992 : She Starts the Fire
- 1992 : Gameboy Kids
- 1992 : Cash on Delivery
- 1992 : The Inspector Wears Skirts 4
- 1992 : Casino Tycoon 2
- 1992 : Hero of the Beggars
- 1992 : Forced Nightmare
- 1992 : All's Well, Ends Well
- 1992 : My Americanized Wife (caméo)
- 1992 : Royal Tramp
- 1992 : Royal Tramp 2
- 1992 : Miracle 90 Days
- 1992 : Mr. Vampire 1992
- 1992 : Changing Partner
- 1993 : Holy Weapon
- 1993 : All's Well, Ends Well Too
- 1993 : 1993 Year's Love of Vampires
- 1993 : Boys Are Easy
- 1994 : Her Fatal Ways 4
- 1994 : The Returning
- 1994 : Fiery Romance
- 1994 : Modern Romance
- 1994 : I Will Wait for You
- 1994 : Winner Takes All
- 1994 : The Eight Hilarious Gods
- 1996 : Mahjong Dragon
- 1996 : 4 Faces of Eve
- 1997 : Young and Dangerous 4
- 1997 : Black Rose 2
- 1997 : Killing Me Tenderly
- 1997 : Hold You Tight
- 1998 : Young and Dangerous 5
- 1998 : The Lucky Guy
- 1998 : Portland Street Blues
- 1999 : Tarzan
- 1999 : Jackie Chan à Hong Kong
- 1999 : Metade Fumaca
- 1999 : The Tricky Master
- 2000 : The Triad Zone
- 2000 : Born to Be King
- 2000 : Those Were the Days...
- 2000 : Juliet in Love
- 2000 : My Loving Trouble 7
- 2001 : Dance of a Dream
- 2001 : McDull dans les nuages
- 2001 : City of Desire
- 2001 : Martial Angels
- 2002 : Golden Chicken
- 2003 : Golden Chicken 2
- 2003 : Men Suddenly in Black
- 2003 : Good Times, Bed Times
- 2004 : Kung Fu Soccer
- 2004 : McDull, Prince de la Bun
- 2004 : Super Model
- 2005 : Perhaps Love
- 2005 : DragonBlade
- 2006 : Men Suddenly in Black 2
- 2006 : McDull, the Alumni
- 2007 : The Matchmaker
- 2007 : Simply Actors
- 2009 : Echoes of the Rainbow
- 2009 : On His Majesty's Secret Service
- 2009 : McDull, Kung Fu Kindergarten
- 2009 : All's Well, Ends Well 2009
- 2010 : All About Love
- 2010 : Beauty on Duty
- 2010 : Just Another Pandora's Box
- 2010 : All's Well, Ends Well 2010
- 2011 : Mr. and Mrs. Incredible
- 2011 : I Love Hong Kong
- 2014 : Golden Chicken 3
- 2015 : 12 Golden Ducks
- 2015 : Lost and Love (caméo)
- 2015 : Chasseur de monstres
- 2018 : Chasseur de monstres 2